# 選手会
選手会（せんしゅかい）とは、アスリート（選手）が組織する共助のための団体である。労働組合の形態を取るケースが多いが、互助会や親睦会、専門職団体、競技団体の下部組織といった形を取るケースがある。

## 主な選手会
- 国際プロサッカー選手会
  - 日本プロサッカー選手会
- 日本プロ野球選手会
- 日本バスケットボール選手会
- 日本ラグビーフットボール選手会
- 日本ビーチバレーボール選手会
- ジャパンゴルフツアー選手会
- 日本障害者ゴルフ選手会
- 力士会
- 全日本オートレース選手会
- 日本騎手クラブ
- 日本競輪選手会
- 日本モーターボート選手会

## 参考
- 川井圭司「アスリートの組織化 : 選手会をめぐる世界的動向と日本の課題—Athlete Unionization : Global Trends among Players' Associations and Lessons Japan Can Learn From These Developments—特集 スポーツと労働」（日本労働研究雑誌 59(11) 95-103 2017年11月,PDF資料）

- 【第1回】今さら人には聞けない、“選手会”ってどんな組織？ 2020年9月30日(ゴルフ総合サイト ALBA Net)